# Priorij van Sion

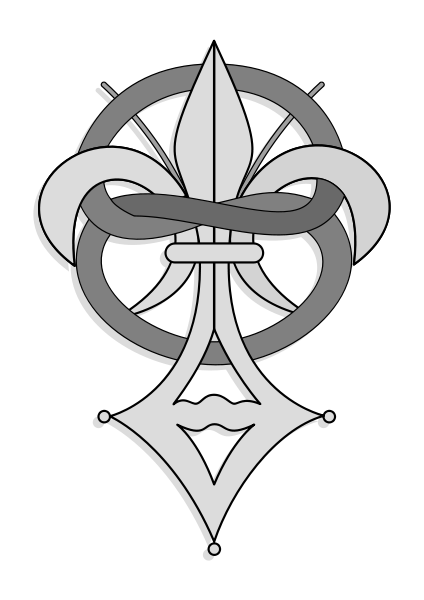
Embleem van de Priorij van Sion

De Priorij van Sion is een door de Fransman Pierre Plantard (1920-2000) verzonnen 'geheim' genootschap.
Plantard bedacht een geschiedenis volgens welke deze priorij al sinds de Middeleeuwen bestond. Het begin van de Priorij van Sion is in 1099, wanneer Godfried van Bouillon opdracht zou hebben gegeven om in het Koninkrijk Jeruzalem op de berg Sion een abdij te bouwen. De organisatie zou onder leiding van roemruchte 'grootmeesters' als Leonardo da Vinci en Isaac Newton eeuwenlang in het geheim hebben geijverd om de dynastieke rechten van de Merovingen veilig te stellen, die zouden afstammen van Jezus Christus. Plantard meende dat hij zelf een rechtstreekse afstammeling van deze Merovingen was. Hiermee claimde hij de titel Koning van Frankrijk.

## Publiciteit
Nadat Plantard jarenlang vergeefs publiciteit voor zijn dynastieke claims had gezocht, hielp de schrijver Gérard de Sède hem aan een breder publiek. In de boekjes Le Trésor Maudit (1967) en l'Or de Rennes (1968) combineert de Sède Plantards claims met schatgraversverhalen die in de jaren 1950 door hotelier Noël Corbu waren bedacht om toeristen naar zijn hotel in Rennes-le-Chateau te lokken. De boekjes bevatten tevens door Plantard gefabriceerde valse documenten en enkele schatkaarten van de hand van Philippe de Chérisey. In Frankrijk waren de avontuurlijke boekjes succesvol genoeg om ruzie tussen de drie bedenkers te veroorzaken over de verdeling van de royalty's. De drie uitten beschuldigingen over en weer waarbij het voor de Franse pers al snel duidelijk werd dat het hele project een practical joke was geweest. Alleen de betrokkenheid van Plantard was verontrustender. Die liet voortdurend nieuwe documenten registreren waaruit de geldigheid van zijn claims moest blijken. De kranten besteedden enige tijd aandacht aan de zonderlinge troonpretendent.
In 1969 maakte BBC-programmamaker Henry Lincoln tijdens een vakantie in Frankrijk kennis met Le Trésor Maudit. Hij maakte enkele documentaires over het onderwerp en schreef er samen met Michael Baigent en Richard Leigh een boek over: Holy Blood - Holy Grail (1983), dat een internationale bestseller werd.
Het succes van Holy Blood - Holy Grail inspireerde een stortvloed aan verwante publicaties. Uitgevers boden grote voorschotten om de speurzin van amateur-historici en aspirant-schatgravers aan te wakkeren en er werden dan ook talloze nieuwe schokkende "ontdekkingen" gedaan. In The Templar Revelation (1997) bijvoorbeeld, stelden Lynn Picknett en Clive Prince dat Leonardo da Vinci op de fresco Het Laatste Avondmaal Maria Magdalena naast Jezus heeft afgebeeld.
Dan Brown verwerkte de gegevens uit Holy Blood - Holy Grail en verwante werken in 2003 in een internationale bestseller: de thriller De Da Vinci Code.

## De zaak Pelat
Plantard heeft het succes van De Da Vinci Code zelf niet meer meegemaakt. Hij overleed in 2000 nadat hij sinds 1993 noodgedwongen over zijn Priorij had gezwegen. In dat jaar bood hij zich aan als getuige in het justitieel onderzoek naar de vermeende corruptie van de zakenman Roger-Patrice Pelat. Deze Pelat was volgens Plantards getuigenis óók enige tijd grootmeester van de Priorij van Sion geweest. Er werd een huiszoeking bij Plantard verricht waarbij allerhande documenten werden aangetroffen die zijn aanspraken op de Franse troon zouden moeten onderschrijven. Tijdens langdurige verhoren door een Franse rechter verklaarde Plantard uiteindelijk onder ede dat hij alle verhalen over de Priorij uit zijn duim had gezogen en dat de documenten door hemzelf waren vervaardigd. De rechter gaf hem de dringende waarschuwing om het Franse justitie-apparaat nooit meer met zijn verzinsels lastig te vallen.

## De grootmeesters
In de door Plantard opgezette falsificatie Les Dossiers Secrets wordt een aantal namen opgevoerd als de grootmeesters van het genootschap (in de dossiers secrets worden ze nautonnier genoemd, wat zoveel betekent als navigator). Het waarheidsgehalte van de lijst wordt zelfs door het met grote argwaan ontvangen boek Holy Blood Holy Grail in twijfel getrokken en vergeleken met de door AMORC (een hedendaagse rozenkruisersbeweging) geopenbaarde lijsten die vrijwel elk belangrijk figuur in de geschiedenis opvoeren als rozenkruiser. De lijst bevat veel alchemisten en personen die bij tijd en wijle voor ketter zijn versleten of er ketterse ideeën op na zouden hebben gehouden. Zo is van Isaac Newton bekend dat hij in zijn theologische studies veel onderzoek heeft gedaan naar de Triniteit; 'Hij ontkende de goddelijkheid van Jezus en van de Heilige Geest'.